# 11968 Demariotte
11968 Demariotte è un asteroide della fascia principale. Scoperto nel 1994, presenta un'orbita caratterizzata da un semiasse maggiore pari a 2,7414658 UA e da un'eccentricità di 0,0533969, inclinata di 4,68278° rispetto all'eclittica.
L'asteroide è intitolato al fisico francese Edme Mariotte.